# Rhythm

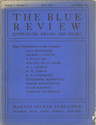
Omslag van The Blue Review, mei 1913

Rhythm was een Engels tijdschrift voor 'kunst, muziek en literatuur' dat verscheen van 1911 tot 1913. De laatste nummers, van mei, juni en juli 1913, verschenen onder de titel The Blue Review. In deze korte periode kende het blad drie verschillende Londense uitgevers.
Het blad begon als kwartaaluitgave met de 'zomereditie' van 1911. Deze frequentie werd gehandhaafd voor vier opeenvolgende nummers. Na het 'lentenummer' van 1912 ging men over op een maandelijkse publicatie.
Het tijdschrift stond onder redactie van de Engels schrijver John Middleton Murry. In juni 1912, toen het tijdschrift als maandblad ging verschijnen, trad Katherine Mansfield toe als redactie-assistente en voor de laatste twee nummers was zij mede-redacteur. Veel van haar eigen werk werd in het blad gepubliceerd.
Het tijdschrift richtte zich voornamelijk op literatuur en literaire kritiek, en op beeldende kunst, muziek en theater. Bekende medewerkers waren onder anderen Katherine Mansfield, D.H. Lawrence, Frank Harris, Max Beerbohm, Hugh Walpole, Walter de la Mare en William Denis Browne.